# Messier 53
M53 (Messier 53 / NGC 5024) is een bolvormige sterrenhoop in het sterrenbeeld Hoofdhaar (Coma Berenices). Het hemelobject werd in 1775 door Johann Elert Bode ontdekt. M53 is een van de meer afgelegen bolvormige sterrenhopen en staat op een afstand van ongeveer 58 000 lichtjaar van de Aarde.

## Gelijkbenige driehoek
Messier 53 vormt samen met de bolvormige sterrenhoop NGC 5053 en de ster α Comae Berenicis (Diadem) een gelijkbenige driehoek met een schijnbare diameter van iets meer dan één graad. Beide bolvormige sterrenhopen staan oostelijk van α Comae Berenicis.